# پرناینن
پُرْناینِن (فنلاندی: [ˈpornɑi̯nen]، سوئدی: Borgnäs) شهری در استان فنلاند جنوبی و بخشی از منطقه اوسیما است. شهرهای مجاور پرناینن عبارتند از آسکولا در شرق، منت‌سالا در شمال، پوروو در جنوب شرقی و سیپوو در جنوب غربی. همچنین پرناینن در ۱۸ کیلومتری شرق شهر یرون‌په قرار دارد.

## جمعیت و وسعت
طبق آمار اول دسامبر ۲۰۲۱ این شهر ۵٬۰۶۶ نفر جمعیت دارد و مساحت آن ۱۵۰٫۰۹ کیلومتر مربع (۵۷٫۹۵ مایل مربع) است که ۱۴۶٫۵ کیلومتر مربع (۵۶٫۶ مایل مربع) آن آب است. مرکز اداری شهر کیروس‌کسکی است که حدود ۲۰۰۰ نفر جمعیت دارد که به عنوان دهکده کلیسایی پرناینن نیز شناخته می‌شود. دومین روستای بزرگ این شهر هالکیا نام دارد که حدود ۵۰۰ نفر در آن ساکن هستند. در محموع تراکم جمعیت در پرناینن ۳۵٫۱۹ ساکن در هر کیلومتر مربع (۹۱٫۱ ساکن در هر مایل مربع) است.

## پیشینه فرهنگی
تولیدات تلویزیونی و فیلم‌های کوتاه از دهه ۱۹۳۰ تا به امروز در پرناینن فیلم‌برداری شده‌اند. در نشریات مربوط به صنعت فیلم، پورناینن زمانی به عنوان پر عکس‌ترین محله فنلاند شناخته می‌شد، به همین دلیل به «هالیوود فنلاند» شهره شده بود. روستای لائوکسکی به عنوان مقصد تابستانی بسیاری از افراد مشهور سابق، مانند رجینا لینانهایمو، و نویسندگان میکا والتاری و یوهانی آهو شناخته شده‌است.

## زبان
پرناینن شهری یک زبانه است. و مردم به زبان فنلاندی تکلم می‌کنند.